# Michael McDonald (baloncestista)
Michael Dewayne McDonald, (nacido el 13 de febrero de 1969 en Longview, Texas) es un exjugador de baloncesto estadounidense. Con 2.08 de estatura, su puesto natural en la cancha era el de pívot. 

## Trayectoria
- Fort Wayne Fury (1995-1996)
- Grand Rapids Mackers (1996)
- CRO Lyon (1996)
- Grand Rapids Hoops  (1996-1998)
- Charlotte Hornets (1998)
- Grand Rapids Hoops (1998)
- Cariduros de Fajardo (1998)
- Aishin Sea Horses (1998-1999)
- Sporting Atenas (1999)
- Grand Rapids Hoops (1999-2000)
- Kombassan Konya (2000)
- Mets de Guaynabo (2000)
- Lokomotiv Vody (2000-2001)
- UNICS Kazán (2001-2002)
- KK Zadar  (2002-2003)
- Dinamo Moscú Oblast (2003)
- AEL Limassol (2003-2006)